# Studio Universal
Studio Universal è stato un canale televisivo dedicato al cinema classico statunitense edito da NBC Universal Global Networks Italia, appartenente alla divisione Universal Networks International del gruppo NBCUniversal, di proprietà Comcast Corporation. Il suo palinsesto era arricchito da programmi, speciali, informazioni, interviste, concorsi, backstage e cortometraggi.

## Storia
Il canale è stato lanciato il 21 maggio 1998 sulla piattaforma Stream TV, poi confluita in Sky Italia, dove è rimasto al canale 320 fino alla sospensione delle trasmissioni, avvenuta il 1º giugno 2008. L'8 maggio 2009 riprende le trasmissioni su Mediaset Premium, per terminarle definitivamente il 1º gennaio 2019.
Studio Universal era noto anche per le sue campagne pubblicitarie, spesso fantasiose, facilmente reperibili per le città o sui giornali.

### I love Studio Universal e la sospensione delle trasmissioni
Dal mese di maggio 2008, quando si ebbe la notizia ufficiale della prossima fuoriuscita del canale dal pacchetto Cinema di Sky Italia, Studio Universal lanciò una campagna dal titolo I love Studio Universal, che invitava i telespettatori a lasciare un messaggio di affetto sul sito del canale.
In quest'ultimo periodo, un conto alla rovescia dei giorni mancanti e vari spot di commiato venivano trasmessi nelle pause pubblicitarie. Questi ultimi annunciavano, mostrando alcune scene di famosi film Universal, la prossima sospensione delle trasmissioni del canale. Inoltre, il logo posizionato in alto a destra diventò dinamico, alternando quello normale ad un cuore rosso con la frase I love SU.
Il canale ha sospeso le trasmissioni pochi minuti dopo la mezzanotte del 1º giugno 2008. Finito l'ultimo film in onda (Spartacus) è apparso un cartello fisso a sfondo giallo con il logo del canale e il sito internet. Intorno all'1:00 sono partiti i promo del canale in sostituzione, MGM Channel.
La sospensione delle trasmissioni è stata causata dal mancato rinnovo del contratto con Sky Italia, stipulato nel 2003 alla nascita della piattaforma satellitare.

### Il ritorno e la chiusura per la seconda volta
Dal 24 aprile 2009, il cuore di I love Studio Universal sul sito internet del canale si è riempito di un countdown che ha segnato i giorni mancanti all'inizio delle trasmissioni sul digitale terrestre.
Le sue trasmissioni sono ricominciate l'8 maggio 2009 alle 21:00 con il film Il gladiatore, tornando a riproporre i suoi contenuti sul digitale terrestre all'interno della piattaforma Mediaset Premium.
Il 20 novembre 2018 viene annunciato che il canale avrebbe cessato definitivamente le proprie trasmissioni su Mediaset Premium con ultimo giorno di trasmissione il 31 dicembre 2018. Le trasmissioni sono, infine, terminate alle 00:25 del 1º gennaio 2019 dopo la trasmissione del film La sposa cadavere.
I contenuti che andavano in onda su questo canale sono disponibili all'interno della piattaforma streaming Mediaset Infinity.

## Loghi
Sebbene il logo a schermo del canale sia quasi sempre di colore bianco, quando venivano trasmessi programmi non adatti ai bambini, fino al 2016, l'archetto sopra di esso si colorava di rosso, in modo da avvertire i telespettatori delle scene violente.

1998 - 2008, 2009 - 2013
2013 - 2016
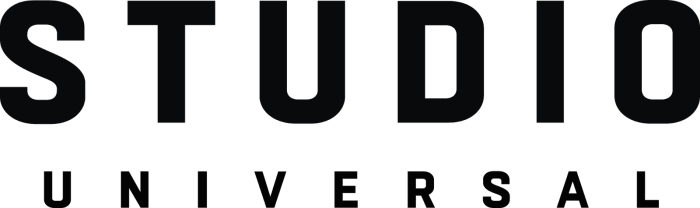
2016 - 2019